# Spinosaurinae
|  | Dieser Artikel wurde aufgrund von formalen oder inhaltlichen Mängeln in der Qualitätssicherung Biologie im Abschnitt „Paläontologie“ zur Verbesserung eingetragen. Dies geschieht, um die Qualität der Biologie-Artikel auf ein akzeptables Niveau zu bringen. Bitte hilf mit, diesen Artikel zu verbessern! Artikel, die nicht signifikant verbessert werden, können gegebenenfalls gelöscht werden. Lies dazu auch die näheren Informationen in den Mindestanforderungen an Biologie-Artikel. Begründung: Spekulationen und teilweise unwissenschaftlich. Ausbaufähig. |

Die Spinosaurinae sind eine Unterfamilie innerhalb der Familie der Spinosauridae. Die Vertreter dieser Unterfamilie wurden in Südamerika, Afrika und Europa gefunden. Der bekannteste Vertreter dieser Unterfamilie ist der namensgebende Spinosaurus, der sich vor allem durch seine teilweise über 2 Meter großen Wirbelfortsätze auszeichnet. Wahrscheinlich handelte es sich bei den Vertretern dieser Familie um piscivore, semiaquatische Raubtiere.

## Merkmale
Die Spinosaurinae lassen sich anhand einiger Charakteristika von anderen Vertretern der Spinosauridae unterscheiden: Zum einen hatten alle Vertreter dieser Unterfamilie gerade, unserrierte Zähne. Des Weiteren hatten die Spinosaurinae externe Nasenlöcher, welche sich weiter hinten am Schädel befanden als bei Vertretern der anderen Unterfamilie der Spinosauridae, den Baryonychinae. Des Weiteren besaßen die Mitglieder dieser Unterfamilie möglicherweise einen abgeflachten Schwanz, ähnlich wie moderne Krokodile.

## Lebensweise
Wie alle Mitglieder der Familie der Spinosauridae waren die Spinosaurinae Piscivoren (Fischfresser). Vermutlich lauerten sie im flachen Wasser Beutefischen auf. Hierfür kamen ihnen Druckrezeptoren in der Schnauze zugute, durch die sie nahende Beutefische durch ein elektrisches Feld wahrnehmen konnten. Möglicherweise schwammen sie jedoch auch durch Gewässer.

## Systematik
Die Unterfamilie gehört zur Familie der Spinosauridae, welche ihrerseits den Tetanurae angehören. Sie beinhalten die Gattungen Ichthyovenator, Spinosaurus, Oxalaia, Irritator, Angaturama (welcher wahrscheinlich ein Synonym von Irritator ist) und den 2019 beschriebenen Vallibonavenatrix.